# Le Lion (film, 2020)
Pour les articles homonymes, voir Le Lion.
Pour plus de détails, voir Fiche technique et Distribution.
Le Lion est une comédie d'espionnage française réalisée par Ludovic Colbeau-Justin, sortie le 29 janvier 2020. 
Avec moins de 500 000 entrées, le film est un gros échec pour son acteur principal, Dany Boon. 

## Synopsis
Léo Milan « le Lion » (Dany Boon) cherche à tout prix à retrouver la femme de Romain son médecin. Pour l'aider, Romain (Philippe Katerine), son  médecin en hôpital psychiatrique, n’a d’autre choix que de le faire sortir de là. Mais Romain n’est pas sûr d’avoir fait le bon choix : Léo est-il réellement un agent secret ou embobine-t-il tout le monde avec ses mensonges ?

## Fiche technique
- Titre : Le Lion
- Réalisation : Ludovic Colbeau-Justin
- Scénario : Alexandre Coquelle,  Mathieu Le Nahour
- Directeur de production : Jean-Yves Robin
- Photographie : Thomas Lerebour
- Musique : Erwann Kermorvant
- Montage : Elodie Codaccioni, Sylvie Landra
- Décors : Hérald Najar
- Cascades : Gilles Conseil
- Costumes : Laetitia Bouix
- Directrice du casting : Joanna Delon
- Directeur de production : Thomas Maggiar
- 1er assistant réalisateur : Jérémy Mainguy
- Maquillage : Suzel Jouguet
- Coiffure : Juliette Martin
- Scripte : Dominique Roisin
- Ingénieur du son : Antoine Deflandre, Mathieu Michaux, Fabien Devillers
- Régisseur général : Valentin Tourdjman
- Sociétés de production : Monkey Pack Films, Pathé
- Producteur : Marc Stanimirovic
- Coproduction : Groupe TF1
- SOFICA : Cinémage 14, Palatine Etoile 17
- Société de distribution (intérieure et internationale) : Pathé Distribution, TF1 Studio
- Budget : 14M€
- Pays d'origine :  France
- Langue originale : français
- Format : couleur
- Genre : Comédie et espionnage
- Durée : 95 minutes
  - France : 29 janvier 2020

## Distribution
- Dany Boon : Léonard Legrand, alias Léo Milan (Le Lion)
- Philippe Katerine : Dr Romain Tardi (lionceau)
- Samuel Jouy : Swanney
- Carole Brana : Anna
- Anne Serra : Louise
- Sophie Verbeeck : Aki
- Nicolas Briançon : Le psychiatre
- Ophélia Kolb : Kelly
- Philippe Duquesne : l'homme de l'aérodrome
- Olivier Sa : Simon
- Benoît Pétré : Le coiffeur
- Christian Diaz : Un gendarme
- Stana Roumillac : Une policière
- Alexandre Marouani : un agent à la Banque de France

## Résultats au box-office
Le film sort en France le 29 janvier 2020 dans 715 salles. Il réalise 53 014 entrées pour sa première journée ce qui lui permet de prendre la première place des sorties du jour mais avec une moyenne par salle très faible. 
La première semaine se termine avec 253 092 entrées, la comédie affiche une faible moyenne de 354 spectateurs par salle ; résultat très faible pour un film avec Dany Boon, lequel subit un nouvel échec après Le Dindon (2019).
Malgré 69 salles supplémentaires (ce qui aboutit à un total de 783 salles), le deuxième week-end est marqué par une baisse de 69,7 % de la fréquentation ; seulement 84 986 entrées sont comptabilisés. La deuxième semaine en salles se termine avec 107 201 entrées. Le film a alors réuni un total 360 293 spectateurs.
Le troisième week-end voit la fréquentation chuter de 56 % avec 47 140 tickets supplémentaires, le film passe de justesse la barre des 400 000 entrées.
Après 21 jours en salles, le film totalise 423 772 entrées ; résultat nettement insuffisant en regard du montant de son budget de production, qui était de 14 M€. 22 817 tickets sont vendus en quatrième semaine pour un total de 446 589 entrées. Le film quitte les salles après seulement 5 semaines d’exploitations et moins de 500 000 entrées.